# Крау-Едженсі (Монтана)
Крау-Едженсі (англ. Crow Agency) — переписна місцевість (CDP) в США, в окрузі Біґ-Горн штату Монтана. Населення — 1657 осіб (2020).

## Географія
Крау-Едженсі розташований за координатами 45°36′9″ пн. ш. 107°27′33″ зх. д. / 45.60250° пн. ш. 107.45917° зх. д. (45.602633, -107.459142).  За даними Бюро перепису населення США в 2010 році переписна місцевість мала площу 18,92 км², уся площа — суходіл.

### Клімат
| Клімат : Крау-Едженсі | Клімат : Крау-Едженсі | Клімат : Крау-Едженсі | Клімат : Крау-Едженсі | Клімат : Крау-Едженсі | Клімат : Крау-Едженсі | Клімат : Крау-Едженсі | Клімат : Крау-Едженсі | Клімат : Крау-Едженсі | Клімат : Крау-Едженсі | Клімат : Крау-Едженсі | Клімат : Крау-Едженсі | Клімат : Крау-Едженсі | Клімат : Крау-Едженсі |
| Показник              | Січ.                  | Лют.                  | Бер.                  | Квіт.                 | Трав.                 | Черв.                 | Лип.                  | Серп.                 | Вер.                  | Жовт.                 | Лист.                 | Груд.                 | Рік                   |
| Середній максимум, °C | 0,6                   | 3,3                   | 8,9                   | 16,1                  | 21,7                  | 27,2                  | 32,2                  | 31,1                  | 25,0                  | 18,3                  | 8,9                   | 3,3                   | 16,7                  |
| Середній мінімум, °C  | −14,4                 | −12,2                 | −6,7                  | −0,6                  | 4,4                   | 8,9                   | 11,7                  | 10,0                  | 5,0                   | −0,6                  | −6,7                  | −11,7                 | −1,1                  |
| Норма опадів, мм      | 20                    | 18                    | 28                    | 43                    | 61                    | 61                    | 28                    | 25                    | 38                    | 33                    | 23                    | 20                    | 391                   |
| --------------------- | --------------------- | --------------------- | --------------------- | --------------------- | --------------------- | --------------------- | --------------------- | --------------------- | --------------------- | --------------------- | --------------------- | --------------------- | --------------------- |
| Джерело: Weatherbase  |                       |                       |                       |                       |                       |                       |                       |                       |                       |                       |                       |                       |                       |

## Демографія
Згідно з переписом 2010 року, у переписній місцевості мешкало 1616 осіб у 353 домогосподарствах у складі 314 родин. Густота населення становила 85 осіб/км².  Було 389 помешкань (21/км²).
Расовий склад населення:
| - 96,7 % — корінних американців - 2,0 % — білих |

До двох чи більше рас належало 1,2 %. Частка іспаномовних становила 1,1 % від усіх жителів.
За віковим діапазоном населення розподілялося таким чином: 38,6 % — особи молодші 18 років, 55,3 % — особи у віці 18—64 років, 6,1 % — особи у віці 65 років та старші. Медіана віку мешканця становила 23,9 року. На 100 осіб жіночої статі у переписній місцевості припадало 95,9 чоловіків;  на 100 жінок у віці від 18 років та старших — 91,1 чоловіків також старших 18 років.
Середній дохід на одне домашнє господарство  становив 57 490 доларів США (медіана — 52 583), а середній дохід на одну сім'ю — 57 312 долари (медіана — 53 250). Медіана доходів становила 31 641 долар для чоловіків та 38 688 доларів для жінок. За межею бідності перебувало 36,0 % осіб, у тому числі 50,0 % дітей у віці до 18 років та 25,7 % осіб у віці 65 років та старших.
Цивільне працевлаштоване населення становило 647 осіб. Основні галузі зайнятості: публічна адміністрація — 34,5 %, освіта, охорона здоров'я та соціальна допомога — 24,3 %, роздрібна торгівля — 17,5 %, мистецтво, розваги та відпочинок — 12,4 %.